# Typhlodromus georgicus
Typhlodromus georgicus är en spindeldjursart som beskrevs av Wainstein 1958. Typhlodromus georgicus ingår i släktet Typhlodromus och familjen Phytoseiidae. Inga underarter finns listade i Catalogue of Life.